# Proteína completa
Una proteína completa o una proteína entera es una fuente alimenticia de proteína que contiene una proporción adecuada de cada uno de los nueve aminoácidos esenciales necesarios en la dieta humana. Ejemplos de proteínas completas de una sola fuente son carnes rojas, aves, pescado, huevos, leche, queso, yogur, soya y quinua. El concepto no incluye si la fuente de alimento es alta en proteínas totales o cualquier otra información sobre el valor nutritivo de ese alimento. 
Una vez se pensó que las fuentes vegetales de proteínas son deficientes en uno o más aminoácidos, por lo que las dietas vegetarianas tenían que combinar específicamente los alimentos durante las comidas, lo que crearía una proteína completa. Sin embargo, la posición más reciente de la Academia de Nutrición y Dietética es que las proteínas de una variedad de alimentos de origen vegetal que se consumen durante el transcurso del día generalmente suministran suficientes aminoácidos esenciales cuando se cumplen los requisitos calóricos. El funcionamiento fisiológico normal del cuerpo es posible si uno obtiene suficiente proteína y cantidades suficientes de cada aminoácido de una dieta basada en plantas.
La siguiente tabla enumera el perfil óptimo de los nueve aminoácidos esenciales en la dieta humana, que comprende proteínas completas, según lo recomendado por la Junta de Alimentos y Nutrición del Instituto de Medicina: (tenga en cuenta que los ejemplos no se han corregido por digestibilidad )
| Aminoácido esencial     | mg/g de proteína | porcentaje de proteína total | huevo crudo de pollo | quinua      | espinacas crudas |
| ----------------------- | ---------------- | ---------------------------- | -------------------- | ----------- | ---------------- |
| Triptófano              | 7                | 0.7%                         | 1.33%                | 1%          | 1.36%            |
| Treonina                | 27               | 2.7%                         | 4,42%                | 3.2%        | 4.27%            |
| Isoleucina              | 25               | 2.5%                         | 5,34%                | 4.2%        | 5,14%            |
| Leucina                 | 55               | 5,5%                         | 8.65%                | 7.3%        | 7.8%             |
| Lisina                  | 51               | 5,1%                         | 7.27%                | 6.1%        | 6.08%            |
| Metionina + Cistina     | 25               | 2.5%                         | 5,18%                | 2.7% + 1.3% | 1.85% + 1.22%    |
| Fenilalanina + tirosina | 47               | 4.7%                         | 9.39%                | 4.3% + 3.6% | 4.51% + 3.78%    |
| Valina                  | 32               | 3.2%                         | 6.83%                | 5%          | 5.63%            |
| Histidina               | 18               | 1.8%                         | 2,45%                | 3.1%        | 2,24%            |
| Total                   | 287              | 28.7%                        | 50.86%               | 41.8%       | 43.88%           |

### Ingesta diaria total de adultos
La segunda columna en la siguiente tabla muestra los requerimientos de aminoácidos de los adultos según lo recomendado por la Organización Mundial de la Salud calculado para un adulto de 62 kilogramos (136,7 lb). La ingesta diaria recomendada se basa en 2 000 kilocalorías por día, que podría ser apropiado para un adulto de 70 kilogramos (154,3 lb). 
| Aminoácido esencial     | mg/día requeridos para un adulto de 62 kilogramos (136,7 lb) |
| ----------------------- | ------------------------------------------------------------ |
| Triptófano              | 248                                                          |
| Treonina                | 930                                                          |
| Isoleucina              | 1240                                                         |
| Leucina                 | 2418                                                         |
| Lisina                  | 1860                                                         |
| Metionina + Cistina     | 930                                                          |
| Fenilalanina + tirosina | 1550                                                         |
| Valina                  | 1612                                                         |
| Histidina               | 620                                                          |
| Total                   | 11 408                                                       |
| Proteína total          | 46 000 a 56 000                                              |